# Potencial padrão de eletrodo
Em eletroquímica, o potencial padrão de eletrodo, denotado como Eo, E0 ou EO é a medida do potencial individual de um eletrodo reversível (em equilíbrio) no estado padrão, no qual as espécies eletroativas estão a uma concentração de 1 mol/kg, e gases a uma pressão de 1 bar. Os valores são mais frequentemente tabulados a 25 °C.
O princípio de uma célula eletroquímica, tal como uma célula galvânica, consiste em uma reação redox, que pode ser desdobrada em duas semi-reações:
- Reação de redução (ocorre no cátodo)
- Reação de oxidação (ocorre no ânodo)

A reação global da célula eletroquímica é a soma de uma reação de redução e de uma reação de oxidação, cada uma delas chamadas de meia-reação (ou semi-reação).
Eletricidade é gerada devido à diferença de potencial elétrico entre dois eletrodos. Esta diferença de potencial é criada como um resultado das diferenças entre potenciais individuais de dois eletrodos metálicos com respeito ao eletrólito.
Embora o potencial total de uma célula possa ser medido, não há nenhuma maneira simples de medir exatamente os potenciais individuais de eletrodo/electrolito isoladamente.
O potencial elétrico varia também com a temperatura, concentração e pressão.

## Cálculo de potencial padrão de um eletrodo
Para superar a dificuldade de medir o potencial individual de um eletrodo, um eletrodo de potencial de redução desconhecido pode ser emparelhado com um eletrodo de potencial conhecido, isto é, pode ser comparado a um eletrodo de referência. O referencial convencionalmente escolhido foi o do potencial de redução do Eletrodo Padrão de Hidrogênio (EPH), definido como zero volts ({\displaystyle {\mathcal {E}}=0}) em todas as temperaturas. 
Por exemplo, para medir o potencial padrão de redução de um eletrodo de zinco metálico({\displaystyle {\ce {Zn^0}}}), uma célula eletroquímica pode se construída com um eletrodo de zinco metálico (e.g. um eletrodo de zinco imerso em solução 1 M de ZnSO4) como ânodo. A semi-reação do ânodo é então:
Zn(s) → Zn2+(aq,1 M) + 2e-
O EPH é usado como cátodo e a célula como um todo pode ser descrita de forma simplificada como:
Zn(s) | Zn2+(aq,1 M) || 2H+(aq,1 M) | H2(g,1 bar)
Desde que a semi-reação de redução tem um potential de zero, a EMF
da célula, Eocell, corresponde ao potencial do eletrodo de zinco metálico porque:
Eocell(0.76V)= Eo2H+(aq) → H2(g)(0V) + EoZn(s) → Zn2+(aq)(0.76V)
onde os o superescritos designam que estados padrão são empregados.
Já que potenciais de eletrodo são convencionalmente definidos como potenciais de redução, o sinal do potencial para o metal sendo oxidado deve ser invertido quando calculado o potencial total da célula.  Note-se que os potenciais de eletrodo são independentes do número de elétrons transferidos e então os dois potenciais de elétrons podem ser simplesmente combinados para dar o potencial total da célula se diferentes números de elétrons estão envolvidos nas duas reações dos eletrodos (mais cuidado é requerido se combina-se potenciais de eletrodos para obter um terceiro potencial de eletrodo).

## Tabela de potencial padrão de redução
http://proquimica.iqm.unicamp.br/10_7.jpg